# NGC 12
NGC 12 (другие обозначения — UGC 74, MCG 1-1-40, ZWG 408.38, PGC 645) — спиральная галактика (Sc) в созвездии Рыб.

## История
Галактика была открыта английским астрономом Уильямом Гершелем 6 декабря 1790.
Она является первым объектом в «Каталоге Слау» (Slough Catalogue) Джона Гершеля и входит в число перечисленных в оригинальной редакции «Нового общего каталога»..

## Свойства
Лучевая скорость равна 4058 км/с. Расстояние до галактики составляет около 181 млн световых лет, линейный поперечник примерно 85 тыс. световых лет.
В каталоге UGC указано, что у галактики есть компаньон с угловыми размерами 0,5′ × 0,3′ на расстоянии 3,7′ в направлении 275°.
При исследовании распространённости кислорода и азота в межзвёздной среде галактики не обнаружено никакого радиального градиента, в отличие от многих близких спиральных галактик поздних типов.
На фотографиях галактика выглядит как обращённая к нам плоскостью спираль с небольшим округлым ядром и клочковатыми спиральными рукавами. Угловые размеры составляют 1,6′×1,3′.

## Визуальные наблюдения
При визуальных наблюдениях в телескоп галактика видна как почти круглый диффузный диск с тусклой оболочкой и плохо выраженными краями. При среднем увеличении с трудом просматривается тусклое звездоподобное ядро.